# Traveler
Traveler es una serie dramática con toques de acción policial estadounidense, filmada en Canadá. Fue transmitida por la cadena ABC desde el 10 de mayo de 2007 hasta el 18 de julio del mismo año.

## Argumento
Tres amigos recién graduados de Yale deciden hacer un viaje de carretera por todo Estados Unidos antes de tener que sentar cabeza, pero en su primera llegada a Nueva York uno de ellos, Will Traveler, les da a los otros dos, Jay Burchell y Tyler Fog un desafío: patinar por el famoso museo Drexler, mientras Will los graba. Acceden y hacen la broma, pero al salir del museo reciben una llamada de Will disculpándose, y segundos después el museo explota. 
Jay y Tyler corren hasta el hotel donde se hospedaban, pero encuentran que todas las cosas de Will desaparecieron y cuando encienden el televisor ven que las cámaras de seguridad los captaron huyendo del lugar, y el FBI al ver que los guardias del lugar los perseguían los toman como sospechosos del atentado, los dos amigos huyen de Nueva York después de descubrir que no pueden probar que Will Traveler fue quien hizo el atentado, ni siquiera pueden probar que existe, ya que no hay ningún registro de él ni tampoco tienen foto alguna. La serie narra como estos dos amigos huyen del FBI mientras intentan demostrar su inocencia.

## Reparto

### Protagonistas
- Matt Bomer es Jay Burchell. Es un buen chico de una familia media, que se considera muy afortunado al compartir una casa, mientras estudiaba en una universidad Ivy League en Massachusettes con dos compañeros que se convierten en sus amigos inseparables, ya que comparten intereses incluida su equipo favorito. El padre de Jay fue un prestigioso militar que terminó muerto durante un juicio por conspiración, lo cual afectó mucho a Jay, que se niega a creerlo. Jay recibió entrenamiento militar por parte de su padre, motivo por el cual es uno de los sospechosos del ataque al Drexler.

- Logan Marshall-Green es Tyler Fog. Es hijo del multimillonario Carlton Fog. Es enviado a Yale porque su padre quería librarse de él. Para su padre, Tyler siempre ha sido débil y no puede tomar decisiones por él mismo.

- Aaron Stanford es Will Traveler. Militar altamente capacitado contratado por un misterioso "Cuarto Poder" del gobierno de EE. UU. para ejecutar parte de una serie de ataques diseñados para crear un entorno nacional de miedo e incertidumbre.

### Secundarios
- Pascale Hutton es Kim Doherty. Es novia de Jay, ella cree en la inocencia de su novio y hará todo lo posible por ayudarlo a demostrarla, aún poniendo en riesgo su vida.

- Steven Culp es Agente Especial a Cargo Fred Chambers. Es miembro del Cuarto Poder, que es la organización que está detrás de la explosión del Drexler. Hará todo lo posible por eliminar las pistas que demuestren la inocencia de Jay, Tyler y Will.

- Viola Davis es Agente Jan Marlow. Está bajo el mando del Agente Chambers, sin embargo, ella sigue sus corazonadas dentro del caso, que la llevan a descubrir que el FBI está inmiscuido en el atentado al Drexler.

- Neal McDonough es Jack Freed / Hombre Misterioso. Es el jefe de seguridad nacional en EE. UU. Su familia es fundadora del "Cuarto Poder".

- Anthony Ruivivar es Agente Guillermo Borjes. Un agente dentro del caso del atentado del Drexler, se divide entre la obediencia a Chambers y el apoyo a Marlow.

- William Sadler es Carlton Fog. Es el padre de Tyler, al principio parece querer ayudarlo, pero más tarde se descubre que él también está entrometido en el "Cuarto Poder".

- Billy Mayo es "El Portero". Un misterioso hombre que se hace pasar por el encargado del hotel donde los muchachos se hospedan al llegar a Nueva York. Los ayuda a escapar y más tarde se descubre que los sigue.

## Cancelación
Después de su primera temporada de ocho episodios la ABC canceló oficialmente la serie el 28 de septiembre de 2007. Posteriormente se iniciaron algunas campañas por parte de los fanes para que se renovara, pero sin éxito. Para contentar a los fanes, David DiGilio, el creador, posteó un blog con algunas respuestas sin resolver.

## Episodios
Originalmente la ABC había encargado trece episodios para la primera temporada, pero luego la redujeron a ocho.
| N.º | Título original (arriba) Título en España (abajo) | Director(es)         | Guionista(s)   | Fecha de estreno en EE. UU. |
| --- | ------------------------------------------------- | -------------------- | -------------- | --------------------------- |
| 1 | «Pilot» «Piloto»                                  | David Nutter         | David DiGilio  | 10 de mayo de 2007          |
| Primer episodio donde vemos la explosión del Drexler, el engaño de Will y la decisión de huir de Jay y Tyler. |                                                   |                      |                |                             |
| 2 | «The Retreat» «La retirada»                       | David DiGilio        | Fred Gerber    | 30 de mayo de 2007          |
| Tyler sugirie que vayan donde su padre, los dos jóvenes van allá, pero Carlton Fog les dice que tienen que huir del país y contrata un hombre para que los llevé lejos, este resulta estar metido en la conspiración que destruyó el museo e intenta matar a los chicos. Es revelado que la conspiración llega hasta Seguridad Nacional. Los forenses intentan identificar el cuerpo carbonizado encontrado en el Drexler, suponiendo que es de Will Traveler.                                                                                       |                                                   |                      |                |                             |
| 3 | «New Haven»                                       | Charlie Craig        | Marcos Siega   | 6 de junio de 2007          |
| Jay y Tyler deciden volver a Yale, donde pueden buscar evidencia de Will, sin saber que el FBI también se dirige allí, cuando están en la biblioteca del lugar son encontrados por la agente Jan Marlow y el agente Borjes. Se nos revela que Will sigue vivo. |                                                   |                      |                |                             |
| 4 | «The Out» «La Fuga»                               | Guy Ferland          | Norman Morrill | 13 de junio de 2007         |
| Tyler y Jay van hasta Maine, ciudad natal de Will, donde encuentran a Maya quien es revelada como novia de Traveler, los chicos sobreviven a otro intento de asesinato a manos de un supuesto "Daniel Taft", se encuentran con el Portero del hotel, el mismo que los salvo en el primer episodio. Maya les entrega una llave y ven a Will en la estación de trenes. |                                                   |                      |                |                             |
| 5 | «The Tells» «Las Pistas»                          | Sergio Mimica-Gezzan | Michael Ailamo | 20 de junio de 2007         |
| Will es secuestrado por un grupo desconocido en la estación, pero el Portero logra implantarle un chip rastreador con un disparo, este seguido de Jay y Tyler persiguen la van donde esta Will, pero pierden el vehículo cuando el chip es arrancado de la piel de Traveler, este después es torturado respecto a una pintura del museo. Es revelado que el plan original consistía en que Tyler y Jay murieran pero Will logró que ellos vivieran, Maya es asesinada y Will escapa.                                                                 |                                                   |                      |                |                             |
| 6 | «The Trader» «El Transaccionista»                 | Fred Gerber          | Eli Talbert    | 27 de junio de 2007         |
| Will busca pistas del asesino de Maya mientras Tyler y Jay recurren a Eddie Han, antiguo compañero de estudios, que ahora trabaja para el padre de Tyler, esperando ver quien vendió acciones antes de la explosión del Drexler, es revelado que el padre de Tyler también está metido en la conspiración pero Tyler se rehúsa a creerlo, golpea a Jay y huye pero cuando confirma la verdad regresa, justo en el momento en el que Jay se iba porque el FBI estaba por llegar. Tyler es perseguido a pie por los agentes Chambers y Marlow del FBI. |                                                   |                      |                |                             |
| 7 | «The Reunion» «El Reencuentro»                    | Tim Matheson         | Vanessa Reisen | 11 de julio de 2007         |
| Tyler logra escapar pero no encuentra a Jay, este se reencuentra con su novia Kim Doherty y juntos deciden darle las pruebas que encontraron gracias a la llave de Maya al FBI. Tyler descubre que el FBI también está involucrado. Jay se encuentra con la agente Marlow y es arrinconado, pero Tyler aparece intentando liberar a Jay. Will después de matar al asesino de Maya se encuentra con los dos prófugos. |                                                   |                      |                |                             |
| 8 | «The Exchange» «El Intercambio»                   | Paul A. Edwards      | Henry Robles   | 18 de julio de 2007         |
| Will logra huir con Jay y Tyler, secuestran a Jack Freed de Seguridad Nacional quien es el aparente jefe de la conspiración. Chambers le dispara a quemarropa a Borjes, quedando en evidencia que también está involucrado. Los tres chicos huyen por sus vidas. |                                                   |                      |                |                             |